# Chiesa di San Giovanni Battista (Ampoigné)
La chiesa di San Giovanni Battista ad Ampoigné (in francese église Saint-Jean-Baptiste d'Ampoigné) è una chiesa cattolica sita nel comune di Prée-d'Anjou, nel dipartimento della Mayenne della regione dei Paesi della Loira.
Si trova all'incrocio delle strade 114 e 274, in piazza Antoine de La Garanderie.

## Struttura
Ha dei contrafforti in pietra arenaria rossa.